# Akame ga Kill!
Akame ga Kill! (アカメが斬る! Akame ga kiru!, romanizado como Akame ga KILL!?) (El asesino del ojo rojo) es un manga japonés escrito por Takahiro e ilustrado por Tetsuya Tashiro, que fue publicado en la Monthly Shōnen Gangan de Square Enix desde el 20 de agosto de 2010 hasta el 22 de diciembre de 2016. Actualmente está recopilado en 15 tomos. 
Una serie de anime fue producida por White Fox (Jormungand, Steins;Gate) , la cual se estrenó el 6 de julio de 2014 y finalizó el 14 de diciembre de 2014. La serie fue licenciada para Estados Unidos e Hispanoamérica para ser distribuida y vista por medio de Netflix.
Una precuela del manga que lleva por título Akame Ga Kill! Zero se publicó en la revista Monthly Big Gangan desde el 25 de octubre de 2013 hasta el 22 de febrero de 2018. Cuenta con los guiones de Takahiro y el dibujo a cargo de Kei Toru.

## Argumento
Tatsumi es un joven del campo que llega a la capital del Imperio con la intención de alistarse en el ejército, ascender rápidamente, ganar dinero y salvar a su pueblo del hambre causado por los altos impuestos. Sin embargo, al llegar a la gran ciudad, se da cuenta de que las cosas no son como esperaba.
Tras presenciar la muerte de sus amigos y una horrible masacre llevada a cabo por sus corruptos  habitantes, así como la complacencia de las autoridades, decide unirse a Night Raid, una división del Ejército Revolucionario que se opone al Imperio, los cuales se dedican a llevar a cabo asesinatos para ir debilitando el poder del malvado gobierno.

## Personajes

### Night Raid
Akame (アカメ?)
 Seiyū: Sora Amamiya
Teigu: Murasame
Personaje principal femenina. Cuando era niña, fue vendida junto con su hermana. Luego de ser entrenada en el arte del asesinato, comenzó a trabajar para el imperio, hasta convertirse en la asesina perfecta, llegando a ser una de las más buscadas. Fue persuadida por Najenda para que dejara el Ejército Imperial y se uniera a Night Raid. En la secuela Hinowa ga Crush!, tras derrocar al Imperio, Akame viaja hacia un país lejano llamado Wakoku, donde conoce a una chica llamada Hinoka, quien la ayuda en la unificación del país, a la vez que buscará la cura para la maldición de Tatsumi.
Leone (レオーネ Reōne?)
 Seiyū: Yuu Asakawa
Teigu: Lionelle
Originaria de la capital, es despreocupada y amigable. Ella es quien recluta (forzosamente) a Tatsumi y lo convence de unirse a Night Raid. Tiende a actuar como una hermana mayor para los otros miembros del grupo. A pesar de sus excentricidades y falta de modales, no soporta la injusticia y es especialmente brutal con aquellos que cometen los actos más viles. Desarrolla afecto hacia Tatsumi y lo lame para "marcarlo" como suyo. Muere a causa de las heridas provocadas por el primer ministro Honest antes de matarlo.
Tatsumi (タツミ?)
 Seiyū: Sōma Saitō
Teigu: Incursio
Personaje principal masculino de la serie. Con el sueño de volverse famoso y así ganar dinero para salvar a su pueblo, junto con dos amigos viajan a la capital, pero en el camino se separan. Luego de llegar él a la capital y después de varios sucesos, encuentra a ambos muertos y decide unirse al grupo de asesinos Night Raid. Recibe de su amigo y mentor Bulat el Teigu Incursio cuando este muere. Su amabilidad y preocupación por sus compañeros hacen que muchas chicas desarrollen afecto hacia él, como Akame, Leone, Mine, Sheele, Chelsea y Esdeath. En el anime muere al detener el teigu del emperador y su cuerpo desaparece junto con Esdeath mientras que en el manga sobrevive teniendo un precio transformándose en un monstruo pero a pesar de eso se casa con mine y tiene hijos con ella teniendo una vida feliz y tranquila.
Su serie favorita de la Gangan Joker es Hatsukiai.
Mine (マイン Main?)
 Seiyū: Yukari Tamura
Teigu: Pumpkin
Es la francotiradora del grupo. Nació y vivió en la frontera occidental del imperio, pero es mitad extranjera. Debido a eso, sufrió una infancia dura a causa de la discriminación. Después de que el Ejército Revolucionario hiciera una alianza con los pueblos del oeste, ella se unió a Night Raid. Si bien la mayor parte del tiempo alardea de sus habilidades como tiradora, es una persona que en el fondo no desea perder a quienes quiere. Se enamora de Tatsumi. En el anime ella muere tras derrotar a Budo, pero en el manga sobrevive y forma una familia con Tatsumi.
Lubbock (ラバック Rabakku?)
 Seiyū: Yoshitsugu Matsuoka
Teigu: Cross Tail
Aunque actúa como un pervertido, está enamorado de Najenda. Tiene en la capital como cubierta una tienda de libros. Nació como el cuarto hijo de un rico mercante, pero al conocer a Najenda la siguió cuando se unió al Ejército y también cuando desertó del mismo, marcando sus nombres en los informes como Muertos en Acción. Es bastante creativo al utilizar su Teigu, pues lo utiliza no solo para estrangular o cortar, sino también como un sistema de seguridad o transporte. Se pone bastante celoso de la capacidad de Tatsumi para atraer a diferentes chicas. Su muerte en el anime es diferente a la del manga. En el anime muere peleando directamente contra Syura, mientras que en el manga es asesinado por Izou luego de matar a Syura e intentar escapar del palacio.
Bulat (ブラート Burāto?)
 Seiyū: Katsuyuki Konishi
Teigu: Incursio
Integrante de Night Raid. Antes de unirse, era un Soldado Imperial, pero desertó al darse cuenta de que el Imperio le daba más importancia a los sobornos que al mérito. Muere después de derrotar a Liver a causa de un veneno letal, no si antes darle el Incursio a Tatsumi.
Sheele (シェーレ Shēre?)
 Seiyū: Mamiko Noto
Teigu: Extase

Creció en los barrios bajos de la Capital, y debido a que desde pequeña era torpe en todo, recibía constantes insultos. Tuvo una amiga a la cual no le importaba lo torpe que era, pero un día, mientras ella era atacada por su exnovio, Sheele lo mató. Después de un tiempo se dio cuenta de la habilidad de asesina que tenía y fue reclutada por Night Raid. Ella está a cargo del entrenamiento de Tatsumi a causa de que no puede hacer otra cosa sin que su torpeza natural aparezca. Ella es la primera en morir al ser devorada por Koro.
Najenda (ナジェンダ?)
 Seiyū: Risa Mizuno
Teigu: Susanoo
Jefa de Night Raid y ex General del Ejército Imperial. Decidió desertar al ver la crueldad del Imperio, pero Esdeath trató de matarla por su traición, perdiendo un brazo y un ojo en el breve enfrentamiento. Solía tener Pumpkin, antes de dársela a Mine.
Chelsea (チェルシー Cherushī?)
 Seiyū: Kaori Nazuka
Teigu: Gaea Foundation
Después de ser la única sobreviviente de otro grupo de asesinos, se une a Night Raid. Tiene una personalidad un tanto traviesa, haciéndole bromas a Mine y haciéndola enojar, pero en el fondo, es cariñosa, también ella desarrolla sentimientos por Tatsumi. Debido a que a su Teigu no está diseñado para el combate, utiliza agujas para apuñalar los puntos vitales de sus víctimas cuando están a su alcance. Muere al ser decapitada por una de las marionetas de Kurome, poco después su cabeza se cuelga en un poste en un pueblo cercano para el horror de Tatsumi, mientras que el resto de su cuerpo fue diseccionado por Esdeath para obtener información y posteriormente dado a Koro para que se alimente.
Susanoo (スサノオ Susanoō?)
 Seiyū: Shintarō Asanuma
Teigu Biológica/Humana
Junto a Chelsea, son los miembros más recientes de Night Raid. Él mismo es una especie de Teigu humanoide, teniendo tanto una gran habilidad para el combate, como para ayudar en la casa y a Akame a cocinar. A pesar de su personalidad seria y calmada, se hace amigo de Tasumi y Lubbock, quienes prometen que lo ayudarán a conseguir chicas, a pesar de que él no tenga un concepto de amor. Su muerte es diferente en el anime, en el manga muere cuando es asesinado por Esdeath en la misión de matar a Bolic al tratar de hacer tiempo para que los demás escapen, en el anime es igual pero su muerte ocurre en el campo de ejecución para rescatar a Tatsumi.

### Los Jäger
Esdeath (エスデス Esdesu?)
 Seiyū: Satomi Akesaka
Teigu: Demon's Extract
General del Imperio y líder del grupo especial de asesinos "Jäggers" (Cazadores). Ella es una destacada general del imperio caracterizada por su especial actitud despiadada y sus métodos de tortura hacia los que considera enemigos; pero a la vez contrasta con un especial don de mando. Aparte de ser general más fuerte del Imperio y temida entre la capital está enamorada de Tatsumi, por lo que ella quiere hacerlo suyo sin que nadie lo robe (como el caso de Mine) desde que se enteró de que Mine es Novia de Tatsumi durante la ejecución pública, Esdeath sintió una gran ira, celos y deseos de matarla. En el anime y manga, muere al enfrentar a Akame. Se considera la más poderosa portadora de Teigu jamás antes conocida.
Seryū Ubiquitous (セリュー・ユビキタス Seryū Yubikitasu?)
 Seiyū: Kana Hanazawa
Teigu: Hecatonchires
Una antigua Guardia Imperial obsesionada con la justicia. Ella cree absolutamente que todo lo que hace el Imperio es "bueno" y lo que hace Night Raid es "malo", sin importarle las razones o circunstancias. Es cruel y despiadada con cualquiera que considera "maligno" y disfruta alimentar a su teigu con la carne de sus enemigos. Su cordura se vuelve cada vez más inestable con el transcurso de la serie, llevándola a modificar su cuerpo de manera grotesca. El Dr. Stylish modifica su cuerpo todavía más con unas máquinas llamadas "Juicio de los Diez Reyes Celestiales" cuyo poder es comparable a un Teigu.
Su teigu apodado Koro, tiene la forma de un perro de peluche capaz de cambiar su tamaño a la orden, devorar a sus oponentes con sus afiladas mandíbulas y seguir regenerándose mientras su núcleo siga intacto. Es asesinada junto a Koro por Mine.
Wave (ウェイブ Weibu?)
 Seiyū: Yoshimasa Hosoya
Teigu: Grand Chariot
Anteriormente un oficial de la Marina Imperial, tiene muchas similitudes con Tatsumi en el hecho de que ambos son las personas más "normales" de sus respectivos equipos. Aunque le desagrada el estado de corrupción del Imperio, decide cumplir con su deber gracias a un salvador desconocido cuando estaba en la Marina. Usualmente termina humillado o fuera de combate cuando lucha con Night Raid. Se llevaba bien con su compañero Bols y quedó muy dolido por su muerte. También desarrolla afecto hacia Kurome, preocupándose por su salud. El asesinato de la familia de Bols lo lleva a enfrentarse al líder de la Wild Hunt, Shura y aunque ambos tienen intención de matarse el uno al otro, solo tienen un duelo a puño limpio cuando Shura trata de llevarse a Kurome para violarla, donde Wave sale triunfante. Posteriormente en el enfrentamiento de kurome y akame le confiesa sus sentimientos a kurome pero ella lo deja para enfrentar a su hermana aun así llega a tiempo para salvarla y destruye su teigu utilizando una activación simultánea para usar Grand Chariot y Masterma a la vez siendo el único con la capacidad para usar dos teigus a la vez pero en vez de acabar con akame y tatsumi decide desertar de los Jagers para salvar la vida de kurome.
Cuando el Emperador makoto activo el Shikouteizer tuvo que regresar a la capital para parar la masacre de la batalla y junto con tatsumi lograron que la teigu definitiva retrocediera permitiendo que tatsumi destruyera el Shikouteizer sin preocuparse de la vida de los ciudadanos, cuando la batalla terminó decidió retirarse de servicio activo debido a que utilizar dos teigus a la vez le dejó serias consecuencias pero aun cuidando más a kurome que a sí mismo. Su teigu toma la forma de una armadura negra que es la contraparte del Incursio de Tatsumi, y esta le permite volar por periodos cortos.
Kurome (クロメ?)
 Seiyū: Ayaka Oyashi
Teigu: Yatsufusa
Hermana menor de Akame, a quien desea matar, y viceversa. Tiene una adicción por comer dulces. Cuando Chelsea intenta asesinarla, sobrevive gracias a las drogas en su cuerpo, pero la herida la debilita al utilizar su Teigu. Le confiesa a Wave que tiene miedo de ser vista como débil y que se deshagan de ella. Desarrolla afecto hacia Wave, cuidándolo mientras se recupera de su duelo con Shura, del mismo modo que él se preocupó por ella. Su Teigu es una Katana capaz de resucitar a quienes mata y convertirlos en sus marionetas, siendo capaz de controlar hasta 8 al mismo tiempo. Actualmente sus marionetas son: su amigo de la infancia Natala, la asesina Doya, y su más reciente adición, su compañero Jäggers, "Run" (solo en el manga). En el anime muere luego de un enfrentamiento contra su hermana Akame, mientras que en el manga sigue viva y esta en una relación amorosa con Wave, deserto del imperio para sanar su débil estado de salud por el abuso de drogas y reconciliándose con su hermana en el proceso.
Run (ラン Ran?)
 Seiyū: Junji Majima
Teigu: Mastema
Segundo al mando de los Jäggers y confidente de Esdeath. Junto a Wave es considerado el miembro más "normal" de los Jäggers, debido a su personalidad gentil y calmada. Solía ser un maestro de un pueblo en las afueras de la capital, hasta que un día sus alumnos fueron masacrados mientras él estaba fuera y el Imperio decidió ocultar el incidente, en lugar de investigarlo. Tardó años, pero finalmente descubrió el nombre del culpable; el payaso pedófilo Champ de la Wild Hunt. Ayudado por Kurome engaña fácilmente al asesino, lo incapacita y da por muerto, pero inesperadamente el payaso resiste. Logra matarlo devolviendo el ataque de su Teigu, vengando a sus estudiantes. Es herido fatalmente salvando a Kurome, y ella al negarse a dejarlo ir, lo mata con su Teigu, convirtiéndolo en su marioneta todavía con su Teigu, pero fue destruido por akame cuando se enfrentó a kurome su teigu quedó en manos de wave, en el anime sobrevive a la caída del imperio.
Su teigu son unas placas en sus hombros que le dan un par de alas que le permiten volar y lanzar plumas como si fueran flechas. Su habilidad secreta le permite reflejar cualquier ataque.
Bols (ボルス Borusu?)
 Seiyū: Eiji Takemoto
Teigu: Rubicante
Anteriormente un miembro del escuadrón de incineración, utiliza una máscara. A pesar de su aspecto intimidante, es una persona amable y un buen cocinero, además de ser el único miembro de los Jäggers que es casado.
Su teigu es un lanzallamas cuyo fuego no puede ser apagado con agua, y quema hasta matar a su objetivo. Es asesinado por Chelsea. Mucho después de su muerte, su esposa e hija son violadas y brutalmente asesinadas por Wild Hunt, bajo argumentos de "investigación" (solo en el manga).
Dr. Stylish
 Seiyū: Ken Narita
Teigu: Perfector
Un científico loco obsesionado con la experimentación humana. Utiliza a condenados a muerte como conejillos de indias en sus experimentos, teniendo un gran grupo como su ejército personal. Él fue quien modificó el cuerpo de Seryyu, dándole un gran número de armas comparables a un Teigu.
Su Teigu son unos guantes que le permiten mover sus dedos a velocidades sobrehumanas, permitiéndole hacer operaciones a un nivel totalmente distinto. Actualmente su teigu está en posesión del Ejército Revolucionario. Muere al enfrentar a Tatsumi, Akame, Mine Y Susanoo al descubrir la base secreta de Night Raid, además, fue el primero en descubrir que Tatsumi pertenecía al grupo revolucionario.

### Wild Hunt
Syura/Shura (修羅 Shura?)
 Seiyū: Ryōhei Kimura
'Teigu: Shambhala'
El hijo del primer ministro, líder y fundador de la Wild Hunt, que considera el Imperio como su "juguete", por lo que él y su grupo disfrutan abusando de su nueva autoridad y terminan asesinando a incontables civiles inocentes bajo el pretexto de "investigaciones" y de atraer al Night Raid. Es igual de corrupto que su padre, y aunque se llevan bien, él desea superarlo algún día. Después de ser derrotado en un duelo a puño limpio contra Wave, jura asesinarlo. Tiene una gran habilidad marcial, después de haber entrenado distintas artes marciales a lo largo de sus viajes. Tiende a decirle tanto a sus víctimas como oponentes su relación con el primer ministro para intimidarlos. Su teigu es un pendiente que le permite teletransportar gente a través de grandes distancias, y parece tener capacidades ofensivas. Lubbock lo mata en un descuido, fracturándole el cuello con su teigu.
Champ (チャンプ Chanpu?)
Teigu: Die Lieger
Un obeso payaso pedófilo y asesino serial que mata niños para que no se vuelvan "sucios adultos". Él asesinó a los estudiantes de Ran y este juró vengarse de él, logrando su venganza al engañarlo fácilmente, y aunque lo da por muerto, el payaso resiste el intento de asesinato. Aunque ataca a Ran en venganza, este lo mata al devolverle el ataque de su Orbe de fuego. Su teigu tiene la forma de 6 orbes flotantes, cada una con un atributo distinto, que explotan cuando se arrojan.
Cosmina (コスミーナ Kosumina?)
Teigu: Heavy Pressure
Una cantante y una mujer bastante pervertida. Fue condenada como bruja debido a que su voz podía manipular a otros, lo que llevó a los aldeanos a incendiar su casa, ese incidente mató a su familia y la llevó a la locura. Su teigu toma la forma de un micrófono que produce ondas sonoras letales capaces de pulverizar enemigos, es herida de gravedad cuando Mine le dispara en el corazón pero sobrevive con ayuda de Dorothea convirtiéndola en una poderosa bestia peligrosa de clase ultra con una forma similar a un cruce entre una araña y una mantis con gran fuerza física, velocidad y resistencia en su pecho tiene la piedra filosofal lo que le permite sobrevivir al veneno de murasame, también puede desplegar unos tentáculos de su espalda que segregan un letal veneno y su rugido generó muy fuertes ondas de choque, a pesar de su fuerza fue asesinada por tatsumi.
Dorothea (ドロテア Dorotea?)
Teigu: Absordex
Una alquimista que recibió todo tipo de modificaciones en su cuerpo. Tenía interés de conocer al Dr. Stylish, queriendo mezclar su alquimia con su ciencia. Su teigu son unos colmillos capaces de drenar y dejar secas a sus víctimas, disfruta haciendo esa tarea. Desarrolla un interés en la sangre de Tatsumi luego de tomarla. Ella es quien salva a Cosmina cuando es herida de forma fatal, manteniéndola viva con su alquimia. Muere luchando contra Leone
Enshin (エンシン Enshin?)
Teigu: Shamshir
Un pirata y un violador, que se lleva bien con Cosmina debido a sus tendencias sexuales similares. Su teigu es un sable que genera todo tipo de navajas, cuya efectividad depende de la fase lunar en la que se use. Él es el único de los miembros de la Wild Hunt que sospechó de las intenciones de Ran, muere asesinado por akame.
Izou (イゾウ Izou?)
Un espadachín obsesionado con "alimentar" a su katana Kotetsu (que sobresale por no ser un Teigu) con la sangre de sus víctimas. Siempre tiene los ojos cerrados, excepto cuando masacra a sus víctimas. De acuerdo a Shura, aunque Champ y Enshin estén muertos y Cosmina recuperándose, sus habilidades son más que suficientes para compensar la pérdida de poder militar. Asesina a Lubbock cuando intenta escapar del Palacio, diciéndole que el no tiene interés en los Teigu.
Muere enfrentándose a Akame.

### Secundarios
Ieyasu (イエヤス?)
 Seiyū: Kouji Takahashi
Amigo de la infancia de Tatsumi, que fue asesinado en la capital.
Sayo (サヤ?)
 Seiyū: Mikako Komatsu
Amiga de la infancia de Tatsumi, fue torturada hasta morir en la capital.
Ogre, El Demonio
 Seiyū: Tsuyoshi Koyama
Es un guardia imperial de la capital. Se le conoce con el apodo de El Demonio debido a que los criminales de la capital temían a su habilidad con la espada. Se vuelve el objetivo de Night Raid a causa de una petición en la que él recibía sobornos para cubrir las ilegalidades de un comerciante de aceites. Es asesinado por Tatsumi. Solía ser el instructor de Seryyu, y su muerte le dio un gran odio hacia Night Raid.
Emperador Makoto (誠?)
 Seiyū: Yō Taichi
Actual monarca en el trono del Imperio. Tiene gran confianza en el primer ministro gracias a que este le ayudó en ganar la batalla por la sucesión del trono. Debido a su edad e inocencia es considerado un gobernante "títere" bajo el mandato del primer ministro. En el anime y manga utiliza una poderosa teigu gigante llamada Shikouteizer con un poder abrumador casi comparado al de un dios enfrentándose con Tatsumi y Akame pero a la final tatsumi evoluciona incursio y la destruye poniendo fin al imperio de 1000 años. En el anime y manga el emperador muere decapitado en la guillotina sin embargo no lloro ni pidió piedad eligiendo morir teniendo aún su honor.
Primer ministro Honest
 Seiyū: Kouji Ishii
Principal antagonista de la serie. Debido a su posición goza de un poder prácticamente equivalente al del emperador. Él es la causa de que el pueblo sufra, por su avaricia y total abuso de poder. Siempre se le ve comiendo, lo que resulta en su obesidad. En el anime, es asesinado a golpes por Leone sin siquiera poder defenderse pero destruye su teigu, mientras que en el manga demuestra capacidades de combate decentes logrando destruir la teigu de Leone con su teigu Erastone dejándola malherida sin embargo Leone se fusionó con su teigu (similar a tatsumi) logrando vencerlo fácilmente sin embargo no lo mató en vez de eso dejó que los ciudadanos oprimidos lo torturaran hasta la muerte.
Zank, el Decapitador
 Seiyū: Satoshi Tsuruoka
Teigu: Spectator
Asesino en serie que aparece en el tomo 2 de la serie. En un principio trabajó en la prisión más grande del Imperio, donde era el verdugo. Debido al primer ministro, había mucha gente a la que ejecutar. Después de tantos años decapitando gente que rogaba por su vida, esto se convirtió en un hábito que comenzó a disfrutar. Debido a que el matar a los condenados no era suficiente, robo el teigu del alcaide y se volvió un asesino en serie. Se enfrentó y fue derrotado por Akame, con su teigu ahora en posesión del Ejército Revolucionario.
Las Tres Bestias
 Seiyū: Anri Katsu (Daidara),  Seiyū: Hitomi Nabatame (Nyau),  Seiyū: Jōji Nakata (River)
Teigus: Belvaac, Scream y Black Marlin
Tres generales portadores de Teigu y miembros élite al servicio de Esdeath. El grupo está formado por:
- Daidara, un hombre que prefiere utilizar fuerza bruta, cuyo teigu es un hacha gigante que se divide cuando se lanza a un enemigo. Es partido a la mitad por Bulat.
- Nyau, un hombre afeminado que oculta su sadismo bajo una apariencia inocente, además de que disfruta arrancarle y coleccionar los rostros de sus víctimas. Su teigu es una flauta capaz de incrementar la fuerza de los aliados y reducir la de enemigos. Es asesinado por Tatsumi cuando, al utilizar Incursio, le da un puñetazo colosal.
- Liver, el antiguo superior de Bulat, que fue inculpado de un crimen que no cometió por no ceder a los intereses del primer ministro, fue liberado por Esdeath y le dio su lealtad total. Su Teigu es un anillo capaz de manipular cualquier líquido. Él envenena fatalmente a Bulat antes de sucumbir a sus heridas.

Los 4 Demonios Rakshasa
 Seiyū: Satoshi Hino (Ibara),  Seiyū: Eriko Matsui (Suzuka),  Seiyū: Kenji Nomura (Sten),  Seiyū: Aina Suzuki (Mez)
Guardaespaldas personales del primer ministro prestados a su espía Borrick y se alían con los Jaeger para enfrentar al Night Raid. A pesar de no tener teigu, son capaces de enfrentar y matar usuarios de teigu gracias a su control total sobre sus cuerpos. También son capaces de detectar un enemigo solo con instinto. Sus miembros son Ibara, un hombre capaz de estirar su cuerpo como si fuera goma, Suzuka, una masoquista, Sten, un hombre muy musculoso y Mez, una chica despreocupada que puede utilizar su sudor como si fuera aceite. Durante el enfrentamiento, Ibara se enfrenta a Akame y es muerto por ella. Sten y Mez se enfrentan y son muertos por Lubbock. Suzuka es la única que sobrevive el enfrentamiento, debido a que Tatsumi le deja caer un edificio encima, pero sobrevive gracias a su masoquismo y sus técnicas de control de cuerpo. Después es asignada a la Wild Hunt para compensar la pérdida de 2 miembros y 3 Teigus.
General Budo (ブドー?)
 Seiyū: Hozumi Gōda
Teigu: Adrammelec
El Gran General del Imperio, y probablemente el más fuerte. Líder de la Guardia Imperial, es una persona respetada y temida tanto por Esdeath como por Shura. Es muy leal al Imperio y jura que él se encargará de la corrupción una vez que la rebelión sea aplastada. Su lealtad al Imperio es tal, que amenaza con ejecutar a Shura si vuelve a traer un enemigo al palacio de forma imprudente. Muere durante la ejecucíon de tatsumi a manos de Mine.
Su Teigu es un guantelete que controla el relámpago, y cuyo puñetazo es lo bastante fuerte para romper la defensa de Incursio.

## Terminología
Teigu
Armas y armaduras creadas por el Primer Emperador para mantener la seguridad del Imperio, una vez él dejara de existir. Cuenta la leyenda, que para su creación se reunieron los materiales de las más peligrosas criaturas legendarias, como el metal ultra raro Orihalcon y los mejores investigadores de todo el mundo. Junto con el poder absoluto del Emperador y su infinita fortuna, se crearon 48 armas mortales, llamadas Teigu, pero la mitad de ellas se perdieron durante la Gran Guerra Civil 500 años antes del inicio de la historia. Se dice que los Teigus son más fuertes que cualquier cosa y cada una tiene el poder de crear a un gran guerrero. Debido a las poderosas habilidades incorporadas en los teigu, existe una "ley de hierro": si dos usuarios de teigu con intención de matar se enfrentan, sin excepción, uno de ellos será la víctima, es decir que solo uno de ellos sobrevivirá y si varios usuarios están involucrados es muy probable que solo uno sobreviva.
Lista de Teigus
Teigu tipo espada: Murasame
Murasame, la lluvia del pueblo, un corte de la hoja maldita de esta espada es muerte segura. La hoja inyecta un veneno maldito en cualquier herida causada y provoca la muerte en cuestión de segundos. No existe un antídoto para este veneno. A pesar de la ventaja que ofrece en combate, su mayor debilidad está en que el veneno se vuelve inútil al enfrentar a un oponente con armadura, o a uno que carece de corazón.
Teigu tipo Cinturón: Lionelle
Lionelle, Rey Animal, es un teigu que convierte al usuario en una bestia. Eleva significativamente su capacidad de combate. Aumenta los 5 sentidos, como la vista y el oído, para ayudar a hallar a los enemigos. También le da al usuario una capacidad sorprendente de recuperación y curación.
Teigu tipo Pistola: Pumpkin
Pumpkin, Artillería Romana, es un teigu que recoge la energía del espíritu y dispara una onda expansiva concentrada. El poder destructivo aumenta en proporción al peligro en que se encuentra el usuario.
Teigu tipo Armadura: Incursio
Incursio, la Armadura Demoniaca, es un teigu tipo armadura que proporciona una armadura tan dura como un muro de hierro, lo que la convierte prácticamente en la "defensa perfecta". Está hecha para la protección de los demás, si un humano normal intenta ponerla morirá. Creada con la carne de una Bestia Peligrosa llamada Tyrant, que mataba y devoraba cualquier ser vivo que se pusiera en su camino. El poder de la criatura era tan grande que su alma todavía está viva dentro del teigu, y reacciona y evoluciona a las necesidades del usuario para así enfrentar a nuevos enemigos. También permite la habilidad de camuflaje, volviéndose invisible.
Teigu tipo Hilo Fuerte: Cross Tail
Cross Tail, Usos Infinitos, es un teigu que puede ser utilizada para atrapar enemigos, como barrera o para desmembrarlos. Es posible que reciba el nombre de Usos Infinitos debido a las diferentes maneras de restringir o cortar al enemigo. Fue creado con el pelo de una Bestia Peligro que vivía en las Nubes Orientales. Los hilos son capaces de unirse para formar una lanza. El hilo más poderoso que puede producir es llamado "el hilo más poderoso del reino" que fue hecho con las partes originales más duras de la Bestia.
Teigu tipo Tijera Gigante: Ecstasy
Ecstasy, Cortador de la Creación, es un teigu que puede cortar cualquier cosa en el mundo, siendo incluso capaz de cortar la armadura de Incursio. Debido a su dureza, es muy eficaz cuando se usa para la defensa.
Teigu tipo ojo: Spectator
Spectator, Omnipotentes 5 visiones, es un teigu que provee de habilidades visuales al usuario con las cuales obtiene ventaja sobre el rival. Posee 5 habilidades visuales:
Insight: le da al usuario la capacidad de leer los pensamientos de su oponente sobre la base de la observación extrema (expresiones faciales, lenguaje corporal, etc)
Farsight: le permite al usuario ver tan claro como si fuera de día, a pesar de que sea de noche o haya neblina.
Clear sight: le permite al usuario ver a través de las cosas, como por ejemplo ver si un enemigo esconde armas bajo sus ropas.
Ilusion sight: Le permite al usuario encontrar a la persona más importante para el enemigo y se la muestra. Su función principal es como ataque psicológico hacia el enemigo por la impotencia de dañar al usuario con la forma del ser querido.
Future sight: Le permite al usuario ver el futuro, sobre la base de la observación de los más pequeños movimientos musculares del enemigo.
Teigu tipo biológico: Hecatonchires
Transformación de Bestia Mágica, Hecatonchires, es un teigu que puede usarse de diversas maneras, por ejemplo como escudo o como apoyo en el ataque, además de poder almacenar armas en su interior. Como teigu tipo biológico, tienen la capacidad de regenerarse, por lo que las únicas formas de detenerla es destruyendo su núcleo o al usuario. Su Habilidad de secreta Berserker provoca un aumento en las habilidades del teigu, a costa de no poder funcionar durante un lapso de tiempo.
Teigu tipo sangre: Demon's Extract
Demon's Extract, Manifestación del dios Demonio, es un teigu creado con la sangre de una Bestia Peligro de clase Ultra que aterrorizaba el norte del Imperio. Se le tenía que mantener aislado de los otros teigu en un cáliz. El poder que contiene es tal que prácticamente quien sea que la beba de este teigu es llevado a la locura por las diferentes voces que escucha. Le da a su usuario la capacidad de crear y manipular hielo a voluntad.
Teigu tipo hacha: Belvaac
Belvaac, Hacha de Doble Navaja, es un hacha que se divide en 2 cuando es arrojado al enemigo. Solo alguien con gran fuerza puede utilizarlo.
Teigu tipo flauta: Scream
Scream, Sueño de Música Militar, es una flauta que puede manipular libremente las emociones de quienes lo escuchan utilizando una forma de hipnosis. Puede tanto incrementar la moral en el campo de batalla, como disminuir la voluntad. Sin embargo pueden ser contrarrestados sus efectos con dolor. Posee una habilidad secreta conocida como Llamado del Dios Feroz, que incrementa la musculatura y fuerza del usuario.
Teigu tipo anillo: Black Marlin
Black Marlin, Posesión del Dragón de Agua, es un anillo que le permite al usuario controlar cualquier líquido cercano a este.
Teigu tipo espada: Yatsufusa
Yatsufusa, Marcha de los Muertos, es una katana que reanima a quienes mata, estos títeres pueden ser invocados por el usuario a voluntad y pierden la capacidad del habla y la razón, pero conservan las habilidades que poseían en vida, además de ciertos hábitos y las emociones fuertes que tenían al morir. Debido a que controlar a cada uno de los títeres consume la energía del usuario, cuando uno de dichos títeres es destruido, el usuario recupera parte de la fuerza que usaba.
Teigu tipo armadura: Grand Chariot
Grand Chariot, la Matanza Encarnada, es una versión más avanzada de Incursio, siendo orientada al ataque, a diferencia de su contraparte que se especializa en defensa. También fue creada con la carne de la Bestia Peligro Tyrant, pero no se sabe si se puede adaptar del mismo modo que Incursio. A cambio de invisibilidad, le da al usuario la capacidad de volar por ciertos periodos de tiempo.
Teigu tipo alas: Mastema
Mastema, Altísimo de las Mil Millas, unas placas en los hombros que le dan al usuario un par de alas que le permiten volar y lanzar plumas como si fueran flechas. Su habilidad secreta le permite reflejar cualquier ataque.
Teigu tipo lanzallamas: Rubicante
Rubicante, Invitación del Purgatorio, es un teigu que expulsa fuego que no puede ser apagado con agua y quema hasta incinerar a su objetivo.
Teigu tipo guantes: Perfector
Perfector, Manos Gloriosas de Dios, son guantes que le permite a su usuario mover sus dedos a una velocidad sobrehumana.
Teigu tipo caja: Gaea Foundation
 Phantasmagora, Gaea Foundation, es una caja de maquillaje que permite a su usuario convertirse en quien sea, o en lo que sea. Este teigu no está orientado al combate, por lo que solo se puede usar para el sigilo o el espionaje.
Teigu tipo humanoide/biológico: Susanoo
La velocidad del Relámpago, Susanoo
Teigu tipo pendiente: Shambhala
Shambhala, Formación Dimensional
Teigu tipo orbes: Die Leaguer
Solución Az, Die Leaguer
Teigu tipo micrófono: Heavy Pressure
Heavy Pressure, Gran Temblor
Teigu tipo sable: Shamshir
Shamshir, Espada de Luz de Luna
Teigu tipo colmillos: Absordex
Absordex, Colección de Sangre
Teigu tipo dios y armadura: Shikoutazer
Es la teigu legendaria del Emperador, su forma es una armadura gigantesca lo que permite la última defensa de todo el imperio, su habilidad es un disparo de rayos láser expansivo la cual es tan poderosa que puede destruir todo el imperio. Solo puede ser utilizada por el sucesor legítimo del Emperador.

## Contenido de la obra

### Manga
Fue publicado por la Editorial Gangan Comics  de la editorial Square Enix. El manga fue recopilado en 15 tomos.
En España, el manga es publicado por Norma Editorial. En Argentina, el manga es publicado por Editorial Ivrea. En Estados Unidos, por Yen Press; en México, por la Editorial Panini; en Francia, por Kurokawa; en Alemania, por Kazé Germany; y en Taiwán, por Ching Win Publishing Co., Ltd.
Hasta el volumen 11 ha vendido 2.3 millones de copias solo en Japón.

#### Publicaciones
| Volumen | Fecha de publicación en Japón | Fecha de publicación en Estados Unidos |
| ------- | ----------------------------- | -------------------------------------- |
| 01      | 21 de agosto de 2010          | 20 de enero de 2015                    |
| 02      | 22 de enero de 2011           | 21 de abril de 2015                    |
| 03      | 21 de mayo de 2011            | 21 de julio de 2015                    |
| 04      | 21 de enero de 2012           | 27 de octubre de 2015                  |
| 05      | 21 de abril de 2012           | 26 de enero de 2016                    |
| 06      | 22 de septiembre de 2012      | 26 de abril de 2016                    |
| 07      | 22 de febrero de 2013         | 26 de julio de 2016                    |
| 08      | 22 de julio de 2013           | 25 de octubre de 2016                  |
| 09      | 22 de enero de 2014           | 24 de enero de 2017                    |
| 10      | 21 de junio de 2014           | 18 de abril de 2017                    |
| 11      | 22 de diciembre de 2014       | 18 de julio de 2017                    |
| 12      | 22 de julio de 2015           | 31 de octubre de 2017                  |
| 13      | 22 de enero de 2016           |                                        |
| 14      | 22 de agosto de 2016          |                                        |
| 15      | 22 de febrero de 2017         |                                        |

### Akame ga KILL! Zero
Akame ga KILL! Zero (アカメが斬る！零?) en un manga publicado en la revista mensual Monthly Big Gangan  de la editorial Square Enix. Al igual que en el manga original, la historia es de Takahiro. Sin embargo, los dibujos pertenecen a Kei Toru. A la fecha, presenta 4 tomos y aun sigue en publicación. En Estados Unidos es publicado por Yen Press.
La historia es una precuela del manga original, donde se relata la vida de Akame cuando ella pertenecía al ejército del Imperio.

#### Publicaciones
| Volumen | Fecha de publicación en Japón!!Fecha de publicación en Estados Unidos |                          |
| ------- | --------------------------------------------------------------------- | ------------------------ |
| 01      | 21 de junio de 2014                                                   | 22 de marzo de 2016      |
| 02      | 22 de diciembre de 2014                                               | 21 de junio de 2016      |
| 03      | 22 de julio de 2015                                                   | 27 de septiembre de 2016 |
| 04      | 22 de enero de 2016                                                   | 13 de diciembre de 2016  |
| 05      | 22 de agosto de 2016                                                  | 21 de marzo de 2017      |
| 06      | 20 de febrero de 2017                                                 | 19 de diciembre de 2017  |
| 07      | 25 de agosto de 2017                                                  |                          |
| 08      | 25 de diciembre de 2017                                               |                          |

### Anime
En enero de 2014 se anunció una adaptación de la serie al anime. Está producida por White Fox y dirigida por Tomoki Kobayashi, con guiones de Makoto Uezu y Taku Iwasaki componiendo la música. La serie fue transmitida por Tokyo MX, MBS y BS11 del 7 de julio al 15 de diciembre de 2014. El primer tema de apertura es «Skyreach» interpretado por Sora Amamiya, mientras que el primer tema de cierre es «Konna Sekai, Shiritakunakatta.» (こんな世界、知りたくなかった。?), interpretado por Miku Sawai. El segundo tema de apertura es «Liar Mask», interpretado por Rika Mayama, mientras que el segundo tema de cierre es «Tsukiakari» (月灯り?), interpretado por Sora Amamiya. En julio de 2014, Sentai Filmworks obtuvo la licencia de la serie para su estreno en inglés en Norteamérica, mientras que Crunchyroll transmitió la serie en su sitio web oficial.

### Akame ga Kill! Gekijō
Akame ga Kill! Gekijō (アカメが斬る!劇場?), también conocido como Akame ga Kill! Theatre, es una animación web (ONA) realizada por los estudios White Fox y C-Station. Consta de 24 capítulos de, aproximadamente, un minuto de duración cada uno. Fueron lanzados en el sitio oficial del anime. En estos episodios cómicos se mantuvo el reparto original de la serie, al igual que el equipo de producción, con la salvedad que el diseño de los personajes y la dirección de animación estuvieron a cargo de Asami Watanabe.

### Akame ga Kill! Recap
Akame ga Kill! Recap (『アカメが斬る！』第一話～第八話ダイジェスト映像?), también conocido como Akame ga Kill! Episode 8.5, es el nombre del especial lanzado el 31 de agosto de 2014. En este capítulo se realiza un resumen de los ocho primeros episodios del anime.

### Akame ga Kill! 1.5
Akame ga Kill! 1.5 (アカメが斬る! 1.5巻?) es el nombre de un manga de un único tomo lanzado el 15 de octubre de 2014 junto con la edición limitada del primer volumen de la serie en Blu-ray/DVD. Contiene dos historias: una de Bulat y otra de Sheele, además de un crossover con Amigos de una semana. El tankōbon fue lanzado hacia la Navidad de 2017.

## Recepción
El Manga ha logrado gran acogida y popularidad, logrando mantenerse como recurrente en los mangas más vendidos semanalmente en Japón.
El 14º del manga original ha vendido 100.204 en su semana de lanzamiento, siendo el 6º manga más vendido en ese período. Del mismo modo, el 5º tomo de Akame ga Kill! Zero ha sido el 22º manga más vendido en su semana de lanzamiento, llegando a las 38.233 ventas.
El 15º tomo del manga ha sido el 7º manga más vendido en su semana de lanzamiento, con 90.304 ventas. Esa misma semana fue lanzado el 6º tomo de Akame ga Kill! Zero, que fue el 22º manga más vendido dicha semana con 32.479.

## Curiosidades
En el Episodio 9, minuto 11:41, se puede apreciar una escena de los Jaegers con trajes formales en tonos blanco y negro, tal vez haciendo parodia a la película Reservoir Dogs de Quentin Tarantino 

La serie Akame ga Kill! tiene un final diferente en el anime ya que quisieron darle dos finales a la serie.